# 24 stundir
24 stundir (24 Stunden; bis Oktober 2007 Blaðið – Das Blatt) war eine isländische Tageszeitung, die kostenlos an Haushalte im Großraum Reykjavík versandt wurde und überdies in Tankstellen und Geschäften im ganzen Land zur freien Entnahme auflag. Die erste Ausgabe erschien am 6. Mai 2005, seither erschien die Zeitung regelmäßig werktags 5 Tage die Woche.
Der Herausgeber der Zeitung war das Unternehmen Ár og dagur, welches sich seit Dezember 2005 zu 50 % im Eigentum von Árvakur, dem gleichzeitigen Herausgeber der Zeitung Morgunblaðið, befindet.
Als Folge der Finanzkrise stellte 24 stundir sein Erscheinen mit dem 10. Oktober 2008 ein, 20 Stellen gingen verloren.